# Vaskapui Felső-sziklaodú
A Vaskapui Felső-sziklaodú a Duna–Ipoly Nemzeti Parkban lévő Pilis hegységben, Pilisszentkereszten található egyik barlang.

## Leírás
A Vaskapui Felső-sziklaodú Pilisszentkereszt külterületén, a Vaskapu-szurdok oldalán, fokozottan védett területen található. Megközelítése: a szurdokban, a Nagy-sziklakapu felé vezető ösvény elágazásától tovább kell menni felfelé, amíg a szurdok déli oldalán két nagyobb sziklakibúvás nem látszik. A felső sziklában van a barlang kb. 1,5 m magas bejárata, ami messziről is könnyen észrevehető. A triász mészkőben lévő, réteglap menti kifagyásos aprózódással kialakult kőfülke 3 m hosszú. A barlang falaira lefagyásos felületek jellemzőek, képződményei pedig nincsenek. Az engedély nélkül megtekinthető barlang barlangjáró alapfelszerelés nélkül is látogatható.

## Kutatástörténet
1997-ben Kraus Sándor rajzolt olyan helyszínrajzot, amelyen a Vaskapu barlangjainak földrajzi elhelyezkedése van ábrázolva. A rajzon látszik a Vaskapui Felső-sziklaodú (Felső-sziklaodu) földrajzi elhelyezkedése. 1997. május 4-én Regős József felmérte a barlangot, majd Kraus Sándor a felmérés alapján, 1997. május 12-én megrajzolta a Vaskapui Felső-sziklaodú alaprajz térképét és keresztmetszet térképét. A térképek 1:50 méretarányban mutatják be a barlangot. Az alaprajz térképen megfigyelhető a keresztmetszet elhelyezkedése a barlangban. A térképlapon jelölve van az É-i irány. Kraus Sándor 1997. évi beszámolójában az olvasható, hogy az 1997-nél korábban ismeretlen Vaskapui Felső-sziklaodúnak 1997-ben készült el a térképe. A jelentésbe bekerült az 1997-ben készült helyszínrajz.